# Roussel-Uclaf

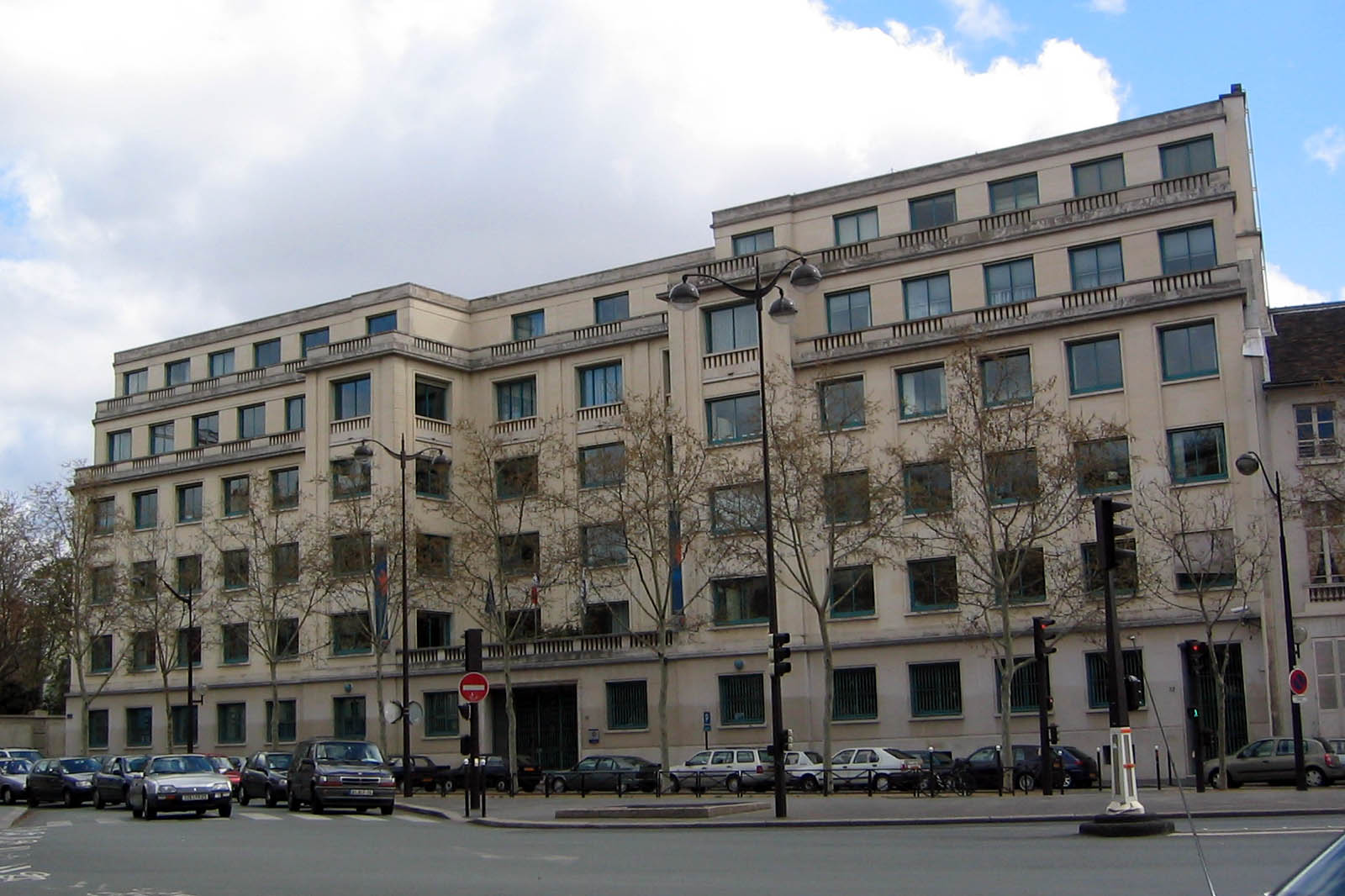
Ancien siège social de Roussel-Uclaf, racheté par le Conseil régional d'Île-de-France en 1994 (35, boulevard des Invalides, 7e arrondissement de Paris)

Roussel-Uclaf était un laboratoire pharmaceutique dont les origines remontent au premier laboratoire créé par Gaston Roussel en 1920. En 1997, il a été intégré au groupe allemand Hoechst, acquis à son tour par le groupe français Sanofi Aventis en 2004.

## Histoire

### Fondation de l'ISH et d'UCLAF
Le docteur Gaston Roussel (1877-1947) est vétérinaire pour la Compagnie générale des omnibus, pour laquelle il soigne les chevaux reliant Pantin à la gare du Nord, et dont Romainville était la cité dortoir. Il développe à partir de 1909 un médicament contre l'anémie, l’Hémostyl, à base d'un sérum obtenu par la seconde saignée des chevaux. Ce sérum permet de soigner et guérir de nombreux « poilus » revenant du front pendant la Première Guerre mondiale. Il est vendu sous forme d'ampoules buvables et reconnu pour ses propriétés hémostatiques et hémopoïétiques qui permettent de redonner des forces et de la résistance aux personnes atteintes d'anémie, de tuberculose et d'hémorragies.
Après la Première Guerre mondiale, Gaston Roussel s'associe à Alfred Lindeboom, vétérinaire, et Albert Caldairou, avoué, pour créer le 3 août 1920 l’Institut de sérothérapie hémopoïétique (ISH), société anonyme au capital de 500 000 francs, la première société du groupe Roussel.
En 1927, il crée les Usines Chimiques des Laboratoires Français (UCLAF) à Romainville et commercialise en 1936 le Rubiazol, premier sulfamide obtenu industriellement, qui devient l'un des médicaments les plus vendus dans le domaine de la thérapeutique anti-infectieuse par voie interne.
Avec la menace d'une guerre imminente, Gaston Roussel acquiert en 1939 une usine chimique à Vertolaye, dans le Puy-de-Dôme ; ce sera le site d'UCLAF II, prévu comme une zone de repli.

### Création de Roussel-Uclaf
En 1952 est créée Roussel-UCLAF, regroupant l'UCLAF, l'ISH et la Société française de pénicilline (Sofrapen), entreprise fondée en 1947 grâce au Plan Marshall avant d'être rachetée par Gaston Roussel.
Roussel-Uclaf est devenu un fleuron de l'industrie pharmaceutique française, et en 1968, Jean-Claude Roussel ouvre le capital de la holding, la Compagnie Financière Chimio, à la société Hoechst, premier groupe pharmaceutique allemand, pour financer ses innovations, la fabrication et sa diversification, ce qui suscite la réprobation des pouvoirs politiques. Après sa mort accidentelle avec une partie de son équipe dans un accident d'hélicoptère le 9 avril 1972, Jacques Machizaud reprend les rênes de l'entreprise jusqu'en 1981. La famille Roussel, faute de solution française, laisse en 1974 la majorité du capital (56 %) de la société au groupe allemand. En 1982, le gouvernement français renonce à la nationalisation du laboratoire, l’État se limitant à 40 % du capital. Pendant 15 ans, la participation minoritaire de l'État, cédée à Rhône-Poulenc en 1992, ne permet pas à Hoechst d'intégrer entièrement le groupe Roussel-Uclaf en son sein.

### Roussel-Uclaf rejoint Hoechst
Pour mettre fin à cela, Hoechst lance avec succès une OPA en décembre 1996. Hoechst-Marion-Roussel (HMR) devient le quatrième groupe pharmaceutique mondial. Avant l'absorption, Roussel-Uclaf employait 8000 salariés présentait pour l'exercice 1996, un bénéfice net de 1,6 milliard de francs, en progression de 10,6 % en un an, et un chiffre d’affaires de 17,09 milliards de francs, en hausse de 2,8 %.

### Concentration et division
En décembre 1998, HMR (Hoechst Marion Roussel) et Rhône-Poulenc fusionnent pour donner naissance à la société Aventis. À la suite de l'acquisition en 2004, par Sanofi-Synthélabo, du groupe Aventis, les entités de production de Roussel-Uclaf sont regroupées dans la nouvelle entité Industrielle (Romainville 143, Neuville-sur-Saône, Compiègne, Vertolaye, Francfort et Bridgewater-New Jersey) désormais nommée Sanofi chimie filiale de Sanofi. Les entités de R&D (Romainville 102, Vitry, Antony) sont regroupées au sein de l'entité Sanofi R&D. (les infrastructures des sites de RMV R&D et Antony restent propriété d'Aventis Pharma).

## La pilule abortive RU 486
Roussel-Uclaf commercialise dans les années 1980 la pilule abortive RU 486, mise au point à partir des découvertes d'Étienne-Émile Baulieu en 1980. Face aux pressions des militants anti-avortement, Roussel-Uclaf retire la pilule de la vente. Le ministre de la santé donne l'obligation à Roussel-Uclaf de produire cette molécule.
Propriété du groupe Hoechst après le rachat de Roussel-UCLAF, la pilule abortive est abandonnée en 1997 par le groupe allemand. Il cède ainsi aux menaces de boycott de l'ensemble de ses produits par les militants anti-avortement, principalement sur le territoire américain, mais réglant également l'opposition morale durable des dirigeants allemands. Ceux-ci s'étaient heurtés à une mise en demeure du ministre de la Santé Claude Évin, quand ils avaient tenté d'empêcher sa mise sur le marché français en 1988. Hoechst cède alors gratuitement tous les droits sur la production et la commercialisation de la pilule à Édouard Sakiz, ancien patron de Roussel Uclaf et codécouvreur de la molécule, qui la produit à travers une nouvelle entreprise indépendante, Exelgyn.

## Sources
- De Gaston Roussel à Sanofi-Aventis : Près d’un siècle d’histoire et de patrimoine pharmaceutiques à Romainville, Patrimoine en Seine-Saint-Denis no 15, Conseil général de Seine-Saint-Denis, 2006-2007
- Jacqueline Mattei, « Hoechst case Roussel-UCLAF sur son échiquier », L'Expansion, 14 avril 1995 - lire en ligne